# Bobzin
Bobzin ist eine Gemeinde im Landkreis Ludwigslust-Parchim im deutschen Land Mecklenburg-Vorpommern. Sie wird vom Amt Hagenow-Land mit Sitz in der Stadt Hagenow verwaltet.

## Geografie
Bobzin befindet sich nordwestlich des Stadtgebietes von Hagenow. Durch den Ort fließt der Klosterbach.
Umgeben wird Bobzin von den Nachbargemeinden Wittendörp im Norden, Hülseburg im Nordosten, Hagenow im Südosten sowie Wittenburg im Westen.

## Geschichte
Die erste urkundliche Erwähnung Bobzins findet sich im Ratzeburger Zehntregister unter dem Namen Bobetin, welcher einen slawischen Ursprung hat. Angelegt wurde das Dorf als Rundling mit einem dreieckigen Anger. Früh besiedelten deutsche Kolonialisten den Ort, der sich bis ins 18. Jahrhundert im Besitz des Landadels befand. Die Bevölkerung litt unter dem Dreißigjährigen Krieg, den nur zwei Bauernhöfe überstanden. Nach diesem Krieg gehörte der Ort kirchlich zu Wittenburg. 1893/94 entstand ein Bahnhof an der neu verlegten Strecke von Hagenow Land nach Bad Oldesloe. Der elektrische Strom hielt 1922 Einzug. Bis 1961 wurden die Bauern der Gemeinde, wie in der DDR üblich, kollektiviert. 1994 entstand ein etwa zehn Hektar großes Gewerbegebiet, das bereits 1997 voll belegt war.

## Politik

### Gemeindevertretung und Bürgermeister
Der Gemeinderat besteht (inkl. Bürgermeister) aus 7 Mitgliedern. Die Wahl zum Gemeinderat am 26. Mai 2019 hatte folgende Ergebnisse:
| Partei/Bewerber                          | Prozent | Sitze |
| ---------------------------------------- | ------- | ----- |
| CDU                                      | 53,57   | 4     |
| Wählergemeinschaft Freiwillige Feuerwehr | 22,32   | 1     |
| Einzelbewerber Krampe                    | 15,63   | 1     |

Bürgermeister der Gemeinde ist Axel Pamperin, er wurde mit 84,62 % der Stimmen gewählt.

### Wappen
| Wappen von Bobzin | Blasonierung: „In Gold ein blauer Pfahlfaden; begleitet: vorn von einem aufgerichteten, rückschauenden, rot gezungten und bewehrten schwarzen Lindwurm; hinten von einer grünen Weizenähre zwischen zwei grünen Kleeblättern, die am Halmende und an den Stielenden zusammengewachsen sind.“ |
| Wappen von Bobzin | Wappenbegründung: In dem Wappen symbolisiert der Pfahlfaden den für die Gemeinde bedeutenden Klosterbach. Der Lindwurm erinnert an die Zugehörigkeit Bobzins zur einstigen Grafschaft Schwerin. Er wurde aus dem Siegel von Gunzelin III., Graf zu Schwerin, entlehnt, der zur Zeit der urkundlichen Ersterwähnung des Ortes um 1230 regierte. Weizenähre und Kleeblätter stehen für die Haupterwerbszweige der Dorfbewohner, den Getreideanbau und die Viehzucht. Das Wappen wurde von dem Wismarer Heraldiker Roland Bornschein gestaltet. Es wurde am 14. August 1996 durch das Ministerium des Innern genehmigt und unter der Nr. 108 der Wappenrolle des Landes Mecklenburg-Vorpommern registriert. |

### Flagge
Die Flagge wurde von dem Schweriner Heraldiker Karl-Heinz Steinbruch gestaltet und am 26. März 2002 durch das Ministerium des Innern genehmigt.
Die Flagge ist quer zur Längsachse des Flaggentuchs von Gelb, Blau und Gelb gestreift. Die gelben Streifen nehmen je neun Zwanzigstel, der blaue Streifen nimmt ein Zehntel der Länge des Flaggentuchs ein. Jeder gelbe Streifen ist jeweils in der Mitte mit einer Figur des Gemeindewappens belegt: der Streifen am Liek mit einem aufgerichteten, rückschauenden, rot gezungten und bewehrten schwarzen Lindwurm; der Streifen am fliegenden Ende mit einer grünen Weizenähre zwischen zwei grünen Kleeblättern, die am Halmende und an den Stielenden zusammengewachsen sind. Jede Figur nimmt acht Neuntel der Höhe des Flaggentuchs ein. Die Höhe des Flaggentuchs verhält sich zur Länge wie 3:5.

### Dienstsiegel
Das Dienstsiegel zeigt das Gemeindewappen mit der Umschrift „GEMEINDE BOBZIN • LANDKREIS LUDWIGSLUST-PARCHIM“.

## Verkehrsanbindung
Der nördliche Teil der Gemeinde wird von der Bundesautobahn 24 gestreift. Die Bahnlinie wird zwischen Hagenow und Zarrentin im Personennahverkehr nicht mehr bedient.
Etwa 1,5 km nordöstlich der Ortsmitte liegt das Ultraleichtfluggelände Bobzin.